# Peperomia scutellifolia
Peperomia scutellifolia är en pepparväxtart som beskrevs av Ruiz & Pav.. Peperomia scutellifolia ingår i släktet peperomior, och familjen pepparväxter. Inga underarter finns listade i Catalogue of Life.